# ألان سكوت (حداد)
ألان سكوت (بالإنجليزية: Alan Scott)‏ هو حدّاد أسترالي، ولد في 2 مارس 1936 في Toorak ‏ في أستراليا، وتوفي في 26 يناير 2009 في تاسمانيا في أستراليا.